# Miroslavské Knínice
Pour les articles homonymes, voir Knínice.
Miroslavské Knínice (en allemand : Deutsch Knönitz) est une commune du district de Znojmo, dans la région de Moravie-du-Sud, en République tchèque. Sa population s'élevait à 322 habitants en 2020.

## Géographie
Miroslavské Knínice se trouve à 8 km au sud de Moravský Krumlov, à 22 km au nord-est de Znojmo, à 36 km au sud-ouest de Brno et à 185 km au sud-est de Prague.
La commune est limitée par Lesonice au nord, par Bohutice à l'est, par Našiměřice au sud-est, par Suchohrdly u Miroslavi au sud, par Miroslav au sud et à l'ouest, et par Kadov au nord-ouest.

## Histoire
La première mention écrite de la localité date de 1262.

## Transports
Par la route, Miroslavské Knínice se trouve à 10 km de Moravský Krumlov, à 25 km de Znojmo, à 46,5 km de Brno et à 224 km de Prague.